# Avenida Lima
La avenida Lima es una de las principales avenidas del área metropolitana de Lima, en el Perú. Se extiende de este a oeste, entre las provincias de Lima y Callao, específicamente entre los distritos del San Martín de Porres y Callao. 

## Recorrido
Desde el este, inicia en la avenida Alfredo Mendiola, carretera Panamericana Norte, cerca al Puente de la Municipalidad de San Martín de Porres. Luego, cruza el jirón Nicolás de Piérola, durante este tramo, comparte el trazado con la avenida José Granda hasta que se bifurcan cerca al Instituto Tecnológico Público Luis Negreiros Vega. Al atravesar la avenida Universitaria, se encuentra hitos urbanos como la Institución Educativa Emblemática José Granda. Interseca al jirón Callao, frente al Mercado San Antonio. Cruza la avenida 27 de noviembre, en la alameda homónima. Al cruzar la avenida 12 de octubre, se pueden observar zonas residenciales y comerciales. Finalmente, cruza la avenida Quilca donde termina su recorrido, frente al supermercado Tottus Quilca.